# Тяжкороб, Игорь Александрович
Игорь Александрович Тяжкороб (род. 4 декабря 1967, Кульбаки, Курская область) — заслуженный мастер спорта России (лёгкая атлетика, сверхмарафон).

## Карьера
Уроженец с. Кульбаки Глушковского района Курской области. После окончания школы и службы в армии четырежды поступал в Киевский институт физкультуры, но поступил лишь в 1990 году. Уже в 1991 году выполнил норматив кандидата в мастера спорта по марафону. Выступая за Украину, выполнил норматив мастера спорта по марафону и становится чемпионом Украины.
В 1995 году вернулся в Курск.
Пятикратный чемпион Европы и трехкратный чемпион мира в сверхмарафонском беге на дистанциях в 50 и 100 км в командном зачете[уточнить].
- Вице-чемпион мира в личном зачёте (2002)
- Победитель сверхмарафона «Nacht van Vlaanderen»[нидерл.] (2003, 100 км).
- Победитель сверхмарафона «Испытай себя» (1999, суточный бег).
- Победитель сверхмарафона «Испытай себя» (2008, 100 км).
- Победитель Барселонского марафона (1995).
- Чемпион России (2010)
- Вице-чемпион России (2002, 2009, 2011)

Возглавляет Легкоатлетический Союз Спортсменов и Болельщиков. Занимается судейством спортивных легкоатлетических соревнований. Пропагандирует легкую атлетику, а также помогает организовывать спортивные мероприятия в Курске и Курской области.

## Образование
- Окончил Киевский институт физической культуры.

## Тренерская карьера
Тренирует сверхмарафонку из Курска Татьяну Москалёву (мсмк).